# Moirax
Moirax is een gemeente in het Franse departement Lot-et-Garonne (regio Nouvelle-Aquitaine). De plaats maakt deel uit van het arrondissement Agen. Moirax telde op 1 januari 2022 1.199 inwoners.

## Geschiedenis
In 1049 werd hier een benedictijner priorij gesticht vanuit de Abdij van Cluny. Dit was mogelijk door een schenking van de lokale heer Guillaume Arnaud. Hij schonk zijn gronden maar ook de tolinkomsten van een oversteekplaats over de Garonne aan de priorij. Zijn zoon Pierre, die zijn opleiding had genoten in Cluny, werd de eerste prior. In 1060 werd begonnen met de bouw van een nieuwe romaanse kloosterkerk. In 1096 werd de abdij van Moissac de nieuwe moederabdij van Moirax, nadat deze abdij zich had aangesloten bij de orde van Cluny. De priorij was gelegen op een pelgrimsroute naar Santiago de Compostella.

## Geografie
De oppervlakte van Moirax bedroeg op 1 januari 2022 16,2 vierkante kilometer; de bevolkingsdichtheid was toen 74 inwoners per km².

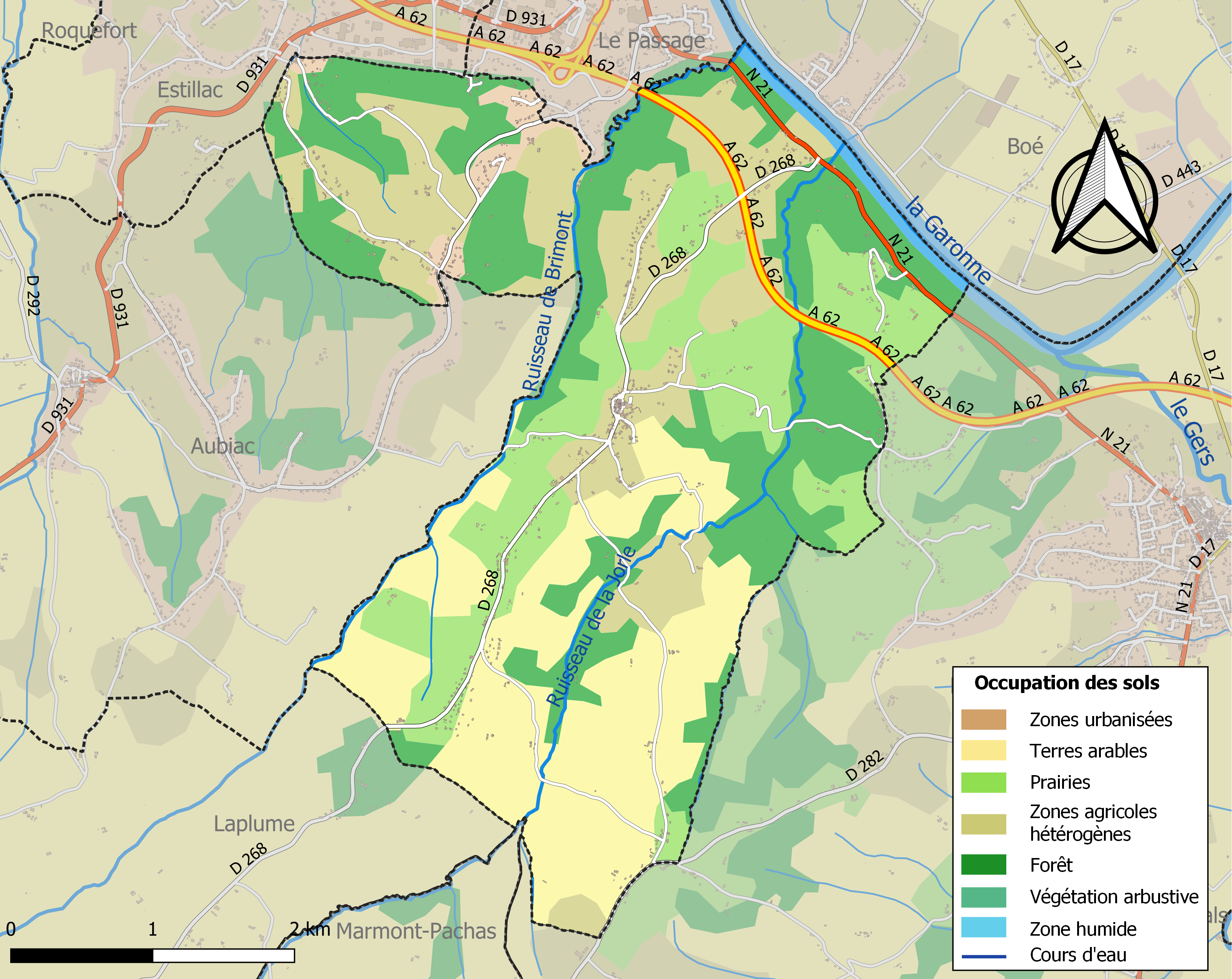
Kaart van de gemeente met de belangrijkste infrastructuur, bodemgebruik en omliggende gemeenten

## Demografie
Onderstaande figuur toont het verloop van het inwonertal (bron: INSEE-tellingen).